# Константин Вълканов
Константин Стоянов Вълканов е български просветен деец от Македония.

## Биография
Константин Вълканов е роден в леринското село Песочница, тогава в Османската империя, днес Амохори, Гърция. Брат е на Христо Вълканов. Учи в Битоля. В 1890 година завършва Солунската българска гимназия с петия випуск. Работи като учител в Одрин.
Арестуван е за революционна дейност от властите и след освобождението си емигрира в България. Завършва Историко-филологическия факултет на Софийския университет в София и е български учител в Битолската българска класическа гимназия, а по-късно в Разград, Пловдив и София. Владее латински, френски, немски, руски и гръцки език.
Сътрудничи на „Независима Македония“, „Македония“, „Илинден“, „Устрем“. Член-учредител е на Македонския научен институт.
Вълканов е баща на професор Александър Вълканов.

## Външни Препратки
- „Спомени за некои руски консули в Македония и Одрин“, публикувано в сп. „Славянски глас“, год. ХХI, книжка 2-3, София, 1927 година
- „Константин Стоянов – Вълканов“, статия от Антон Попстоилов публикувана във в-к „Македония“, год. II, бр. 308, София, 20 октомври 1927 година
- "Историческо осветление на сръбската политика към българите", публикувано във в-к "Независима Македония. Орган на македонската емиграция", год. I, бр. 19, София, 16 август 1923 година